# خوسيه إستيف خوان
خوسيه إستيف خوان (بالإسبانية: José Esteve)‏ هو كاهن كاثوليكي وأستاذ جامعي إسباني، ولد في 1550 في بلنسية في إسبانيا، وتوفي في 2 نوفمبر 1603 في أوريويلا في إسبانيا.